# Hans Wolfgang Singer (Kunsthistoriker)

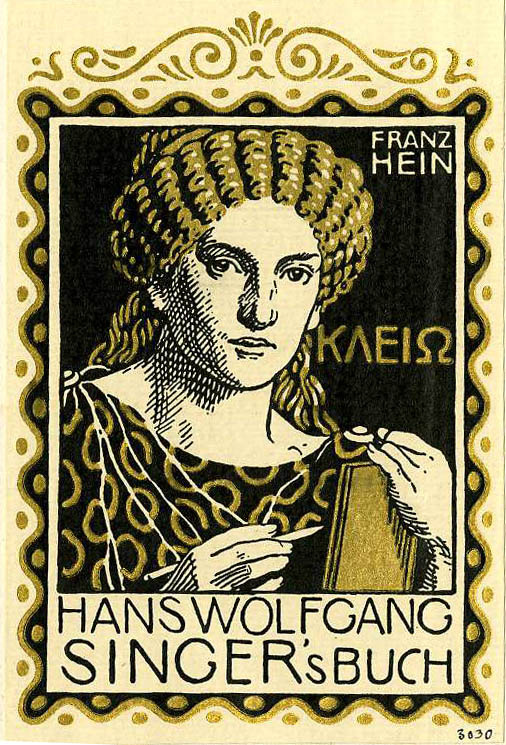
Exlibris von Franz Hein für Hans Wolfgang Singer

Hans Wolfgang Singer (* 16. September 1867 in New York; † 30. Mai 1957 in Dresden) war ein deutscher Kunsthistoriker.

## Leben
Hans Wolfgang Singer wurde 1867 als Sohn des Musikers und Komponisten Otto Singer (1833–1894) in New York geboren. Er besuchte öffentliche und private Schulen in Cincinnati, wo er ab 1883 zu studieren begann. Während sein vier Jahre älterer Bruder Otto Singer junior (1863–1931) Komponist wurde, studierte Hans Wolfgang Singer Germanistik und Kunstgeschichte. Nach Erlangung des Bachelor of Arts studierte er vier Semester in München, danach im Wintersemester 1888/89 in Berlin und ab Ostern 1889 in Leipzig. 1891 wurde er mit der Dissertation „Das bürgerliche Trauerspiel in England“ promoviert.
Von 1891 bis 1932 arbeitete Singer am Kupferstich-Kabinett Dresden, zuerst als wissenschaftlicher Hilfsarbeiter, dann als Direktorialassistent und danach als Kustos. 1903 erhielt er den Titel eines Professors verliehen. Singer unternahm zahlreiche Studienreisen durch Europa. Er veröffentlichte kunstgeschichtliche Beiträge in deutschen und englischen Fachzeitschriften, oftmals unter dem Pseudonym „L. Tyson“.
Bis 1945 wohnte Singer in der 1912 erbauten Jugendstilvilla an der Wachwitzer Bergstraße 16.

## Veröffentlichungen (Auswahl)
- Allgemeines Künstlerlexikon. Leben und Werke der berühmtesten bildenden Künstler , umgearbeitete und bis auf die neueste Zeit ergänzte Auflage, vorbereitet von Hermann Alexander Müller. Hrsg. von Hans Wolfgang Singer. Rütten & Loening, Frankfurt a. M. 1895–1901.

- Band 1: A–F, 1895 (Digitalisat)
- Band 2: Gaab–Lezla, 1896 (Digitalisat)
- Band 3: Lhérie–Quitty, 1898 (Digitalisat)
- Band 4: Raab–Vezzo, 1901 (Digitalisat)
- Band 5: Vialle–Zyrlein. Nachträge und Berichtigungen, 1901 (Digitalisat)
- dazu Band 6: Zweiter Nachtrag mit Berichtigungen, 1922 (Digitalisat)

- Allgemeiner Bildniskatalog. 14 Bände, Hiersemann, Leipzig 1930–1936.
- Die Fachausdrücke der Graphik. Ein Handlexikon für Bilder- und Büchersammler. Hiersemann, Leipzig 1933.